# Persone di nome Jenny
| Questa pagina contiene informazioni ricavate automaticamente dalle voci biografiche con l'ausilio del template Bio e di un bot. L'aggiornamento è periodico e automatico e ricostruisce completamente la pagina. Se manca una persona in questa lista, sei pregato di non aggiungerla, ma accertati piuttosto che la sua voce biografica contenga il template Bio e che i dati anagrafici siano correttamente compilati. Se il template Bio manca, inseriscilo tu stesso o, in alternativa, metti l'avviso {{tmp\|Bio}} che ne segnala la mancanza. Se i dati riportati sono sbagliati, correggi direttamente la voce biografica; le modifiche saranno visibili in questa lista entro pochi giorni. Per chiarimenti vedi il progetto antroponimi. La lista contiene solo le 82 persone che sono citate nell'enciclopedia e per le quali è stato implementato correttamente il template Bio. Pagina aggiornata al 16 ott 2024. |

Questa è una lista di persone presenti nell'enciclopedia che hanno il prenome Jenny, suddivise per attività principale.

## Arbitri di calcio(1)
- Jenny Palmqvist, arbitro di calcio svedese (n. 1969)

## Arrampicatrici(1)
- Jenny Lavarda, arrampicatrice italiana (Marostica, n. 1984)

## Artiste(1)
- Jenny Holzer, artista statunitense (Gallipolis, n. 1950)

## Attiviste(1)
- Eleanor Marx, attivista, traduttrice e sindacalista britannica (Soho, n. 1855 - Lewisham, † 1898)

## Attrici(10)
- Jenny Alpha, attrice e cantante francese (Fort-de-France, n. 1910 - Parigi, † 2010)
- Jenny Boyd, attrice inglese (Sion, n. 1991)
- Jenny De Nucci, attrice italiana (Garbagnate Milanese, n. 2000)
- Jenny Elvers, attrice tedesca (Amelinghausen, n. 1972)
- Jenny Gröllmann, attrice tedesca (Amburgo, n. 1947 - Berlino, † 2006)
- Jenny Jugo, attrice austriaca (Mürzzuschlag, n. 1904 - Schwaighofen, † 2001)
- Jenny Logan, attrice e ex ballerina britannica (n. 1942)
- Jenny Lumet, attrice, sceneggiatrice e produttrice televisiva statunitense (New York, n. 1967)
- Jenny Mollen, attrice statunitense (Phoenix, n. 1979)
- Jenny O'Hara, attrice statunitense (Sonora, n. 1942)

## Biatlete(1)
- Jenny Jonsson, biatleta svedese (Sollefteå, n. 1987)

## Calciatrici(3)
- Jenny Dossi, calciatrice italiana (Treviglio, n. 1992)
- Jenny Hjohlman, calciatrice svedese (Viksjöfors, n. 1990)
- Jenny Piro, calciatrice italiana (Cefalù, n. 1983)

## Cantanti(10)
- Jenny Berggren, cantante svedese (Göteborg, n. 1972)
- Jenny Galloway, cantante e attrice britannica (n. 1959)
- Jenny Hval, cantante e compositrice norvegese (Oslo, n. 1980)
- Amanda Jenssen, cantante svedese (Lund, n. 1988)
- Jenny Jenssen, cantante norvegese (Bjerkvik, n. 1964)
- Jenny Luna, cantante italiana (Roma, n. 1931)
- Velvet, cantante svedese (Helsingborg, n. 1975)
- Jenni Rivera, cantante messicana (Long Beach, n. 1969 - Iturbide, † 2012)
- Jenny Wilson, cantante svedese (Mjällby församling, n. 1975)
- Jenny Silver, cantante svedese (Ängelholm, n. 1974)

## Cestiste(2)
- Jenny Reisener, ex cestista australiana (Port Moresby, n. 1967)
- Jenny Wingerstrand, ex cestista svedese (Limhamn, n. 1969)

## Conduttrici televisive(1)
- Jenny Powell, conduttrice televisiva inglese (Ilford, n. 1968)

## Costumiste(1)
- Jenny Beavan, costumista britannica (Londra, n. 1950)

## Culturiste(1)
- Jenny Lynn, culturista statunitense (Petaluma, n. 1972 - † 2021)

## Danzatrici(1)
- Jenny Hasselquist, ballerina e attrice svedese (Stoccolma, n. 1894 - Stoccolma, † 1978)

## Doppiatrici(1)
- Jenny De Cesarei, doppiatrice italiana (Milano, n. 1975)

## Fondiste(2)
- Jenny Hansson, ex fondista svedese (n. 1980)
- Jenny Olsson, fondista svedese (Stoccolma, n. 1979 - Östersund, † 2012)

## Fotografe(1)
- Jenny Bossard-Biow, fotografa tedesca (Breslavia, n. 1813)

## Giocatrici di curling(1)
- Jenny Perret, giocatrice di curling svizzera (n. 1991)

## Giornaliste(1)
- Jenny Estrada, giornalista, scrittrice e storica ecuadoriana (Guayaquil, n. 1940 - Guayaquil, † 2024)

## Militari(1)
- Jenny-Wanda Barkmann, militare tedesca (Amburgo, n. 1922 - Danzica, † 1946)

## Modelle(3)
- Jenny Derek, modella australiana
- Jenny Kim, modella sudcoreana (Seul, n. 1994)
- Jenny Shimizu, supermodella e attrice statunitense (San Jose, n. 1967)

## Mountain biker(1)
- Jenny Rissveds, mountain biker, ciclista su strada e ciclocrossista svedese (Falun, n. 1994)

## Musiciste(1)
- Jenny Sorrenti, musicista e cantautrice italiana (Napoli, n. 1953)

## Nuotatrici(3)
- Jenny Maakal, nuotatrice sudafricana (Rayton, n. 1913 - Durban, † 2002)
- Jenny Mensing, nuotatrice tedesca (Berlino, n. 1986)
- Jenny Thompson, ex nuotatrice statunitense (Danvers, n. 1973)

## Pallavoliste(1)
- Jenny Barazza, ex pallavolista italiana (Codognè, n. 1981)

## Pattinatrici artistiche su ghiaccio(1)
- Jenny Herz, pattinatrice artistica su ghiaccio austriaca

## Pattinatrici di velocità su ghiaccio(1)
- Jenny Wolf, ex pattinatrice di velocità su ghiaccio tedesca (Berlino, n. 1979)

## Pittrici(4)
- Jenny Bassani, pittrice e scrittrice italiana (Ferrara, n. 1924 - Firenze, † 2004)
- Jenny Nyström, pittrice e illustratrice svedese (Kalmar, n. 1854 - Stoccolma, † 1946)
- Jenny Saville, pittrice inglese (Cambridge, n. 1970)
- Jenny Zillhardt, pittrice francese (San Quintino, n. 1857 - Neuilly-sur-Seine, † 1939)

## Politiche(3)
- Jenny Bailey, politica britannica (Doncaster, n. 1962)
- Jenny Durkan, politica e avvocato statunitense (Seattle, n. 1958)
- Jenny Rathbone, politica gallese (Liverpool, n. 1950)

## Saltatrici con gli sci(1)
- Jenny Rautionaho, saltatrice con gli sci finlandese (n. 1996)

## Schermitrici(2)
- Jenny Addams, schermitrice belga (Bruxelles, n. 1909 - † 1990)
- Jenny Zanelli, schermitrice italiana (Vienna, n. 1919)

## Sciatrici alpine(2)
- Jenny Lathrop, ex sciatrice alpina statunitense (n. 1983)
- Jenny Owens, ex sciatrice alpina e sciatrice freestyle australiana (Sydney, n. 1978)

## Scrittrici(5)
- Jenny Blackhurst, scrittrice inglese (Shropshire)
- Jenny Erpenbeck, scrittrice e regista teatrale tedesca (Berlino Est, n. 1967)
- Jenny Han, scrittrice e produttrice cinematografica statunitense (n. 1980)
- Jenny Siler, scrittrice statunitense (New Brunswick, n. 1971)
- Jenny d'Héricourt, scrittrice e giornalista francese (Besançon, n. 1809 - Saint-Ouen, † 1875)

## Scultrici(1)
- Jenny Wiegmann Mucchi, scultrice tedesca (Berlino, n. 1895 - Berlino, † 1969)

## Snowboarder(1)
- Jenny Jones, snowboarder britannica (Bristol, n. 1980)

## Sollevatrici(1)
- Jenny Arthur, sollevatrice statunitense (Gainesville, n. 1993)

## Soprani(2)
- Jenny Drivala, soprano greco (Calamata, n. 1957)
- Jenny Lind, soprano svedese (Stoccolma, n. 1820 - Malvern Wells, † 1887)

## Stiliste(1)
- Jenny Packham, stilista inglese (Southampton, n. 1965)

## Tenniste(3)
- Jenny Byrne, ex tennista australiana (Perth, n. 1967)
- Jenny Klitch, ex tennista statunitense (n. 1965)
- Jenny Walker, ex tennista australiana (n. 1956)

## Tripliste(1)
- Jenny Elbe, triplista tedesca (Chemnitz, n. 1990)

## Truccatrici(1)
- Jenny Shircore, truccatrice britannica

## Violiniste(1)
- Jenny Oaks Baker, violinista statunitense (n. 1975)

## Senza attività specificata(1)
- Jenny Nowak, combinatista nordica tedesca (n. 2002)